# Santuario de Nuestra Señora de El Pueyo
El Santuario de Nuestra Señora de El Pueyo o también denominado Monasterio de Nuestra Señora de El Pueyo es un edificio de culto católico situado a unos cinco kilómetros de la localidad oscense de Barbastro.

## Orígenes
Sus orígenes se remontan al año 1101, cuando según la tradición, tuvo lugar una aparición de la Virgen a un pastor llamado Balandrán. En esa época sirvió de puesto avanzado a Pedro I de Aragón para la reconquista de Huesca.
El primer documento histórico en el que aparece mencionado, corresponde a un documento fechado en Lérida en 1251, en el que Jaime I el Conquistador establece una capellanía en El Pueyo de Barbastro.
De estos orígenes surge una inicial iglesia y claustro románicos. Posteriormente se ampliarían al gusto gótico.
El edificio sufre una importante reforma y ampliación a finales del siglo XVII.
En 1843, durante la desamortización, los terrenos expropiados se pusieron a subasta en la ciudad de Huesca, para posteriormente salir a subasta en Barbastro. Unos vecinos de Barbastro realizaron una espectacular cabalgada de ida y vuelta a Huesca para saber cuánto se había pujado en Huesca, para así poder subir la puja en Barbastro y de esa forma poder quedarse la ciudad con el santuario. Este hecho histórico queda reflejado en un libro titulado “Historia Documentada del Santuario del Pueyo”, escrito en 1933 por el R. P. Román Rios O.S.B., prior benemérito del Monasterio.
En 1889 se establece la Orden de San Benito que en 1936 entregó 18 mártires durante la persecución religiosa durante la guerra civil española. Después de la guerra, otra comunidad benedictina se tuvo que hacer cargo del monasterio, hasta que lo entregaron en 1962 a los Misioneros Hijos del Inmaculado Corazón de María que estuvieron presentes hasta que el 30 de agosto de 2009 tomaron el relevo el Instituto del Verbo Encarnado.

## Romería al Santuario de Nuestra Señora del Pueyo
Se realiza una romería popular al santuario el primer lunes de Pascua, con celebración de la Santa Misa y aperitivo para los asistentes.

## Catalogación
Se encuentra inscrita en el Inventario del Patrimonio Cultural Aragonés por lo que según la ley 3/1999 de 10 de marzo del Patrimonio Cultural Aragonés tiene la protección de Bien inventariado del patrimonio cultural aragonés.

## Enlaces
- Wikimedia Commons alberga una categoría multimedia sobre Santuario de Nuestra Señora de El Pueyo.
- Santuario del Pueyo

- Datos: Q30021354
- Multimedia: Santuario de Nuestra Señora de El Pueyo (Barbastro) / Q30021354